# 肥筑方言
肥筑方言（ひちくほうげん）は、日本語の方言の区画の一つで、九州方言のうちの大まかな分類の一つである。
中・北部九州地域の現在の福岡県西部に位置する筑紫国（あるいは筑前国から筑後国）と、現在の佐賀県や（壱岐・対馬含む）長崎県に位置する肥前国から現在の熊本県に位置する肥後国（かつての肥国）との地域で使われている諸方言を総称した呼称である。九州方言には、このほかに豊日方言・薩隅方言が存在する。

## 特徴
肥筑方言共通の特徴は以下のようなものがあげられる。
- 形容詞の終止形語尾が「か」となる（カ語尾）。
例：よい→よか
- 逆接の接続助詞に「ばってん・ばって」を用いる。
- 終助詞「ばい」「たい」を用いる。
- 主格を表す助詞に「の」が多く使われる。
- 対象を表す助詞に「ば」が使われる。
- 一段・二段活用の動詞の命令形は、「-ろ」を用いる。ただ地域によっては五段活用化して「-れ」を用いる。
例：「起きろ・起きれ」「食べろ・食べれ」
「-ろ」は共通語と同じ形であるが、西日本方言・豊日方言では「起きよ・起きい」「食べよ・食べえ」と言うため、地理上孤立している。

諸方言に特有な表現は、各項を参照されたい。

## 種類
- 筑前方言
  - 博多弁
  - 宗像弁
- 筑後方言
  - 筑後弁
  - 柳川弁
  - 大牟田弁
- 佐賀弁
- 長崎弁
- 佐世保弁
- 五島弁
- 壱岐弁
- 対馬弁
- 熊本弁